# 1022 Олимпијада
1022 Олимпијада (енгл. 1022 Olympiada) је астероид главног астероидног појаса са пречником од приближно 26,39 .
Афел астероида је на удаљености од 3,292 астрономских јединица (АЈ) од Сунца, а перихел на 2,323 АЈ.
Ексцентрицитет орбите износи 0,172, инклинација (нагиб) орбите у односу на раван еклиптике 21,051 степени, а орбитални период износи 1718,527 дана (4,705 године).
Апсолутна магнитуда астероида је 10,50 а геометријски албедо 0,160.
Астероид је откривен 23. јуна 1924. године.